# Секігуті Куніміцу
Куніміцу Секігуті (яп. 関口訓充, нар. 26 грудня 1985, Токіо) — японський футболіст, півзахисник клубу «Сересо Осака».
Виступав, зокрема, за клуб «Вегалта Сендай», а також національну збірну Японії.

## Клубна кар'єра
У дорослому футболі дебютував 2004 року виступами за команду клубу «Вегалта Сендай», в якій провів вісім сезонів, взявши участь у 274 матчах чемпіонату. Більшість часу, проведеного у складі «Вегалта Сендай», був основним гравцем команди.
Протягом 2013—2014 років захищав кольори команди клубу «Урава Ред Даймондс».
До складу клубу «Сересо Осака» приєднався 2015 року. Відтоді встиг відіграти за команду з Осаки 57 матчів в національному чемпіонаті.

## Виступи за збірну
У 2010 році дебютував в офіційних матчах у складі національної збірної Японії. Наразі провів у формі головної команди країни 3 матчі.